# Белый Ключ (Курская область)
Белый Ключ — хутор в Конышёвском районе Курской области России. Входит в состав Старобелицкого сельсовета.

## География
Хутор находится на реке Беличка (левый приток Свапы), в 52,5 км от российско-украинской границы, в 79 км к северо-западу от Курска, в 21 км к северо-западу от районного центра — посёлка городского типа Конышёвка, в 2,5 км от центра сельсовета — села Старая Белица.
Климат
Белый Ключ, как и весь район, расположен в поясе умеренно континентального климата с тёплым летом и относительно тёплой зимой (Dfb в классификации Кёппена).
Часовой пояс
Хутор Белый Ключ, как и вся Курская область, находится в часовой зоне МСК (московское время). Смещение применяемого времени относительно UTC составляет +3:00.

## Население
| 2002 | 2010 |
| ---- | ---- |
| 18   | ↘7   |

## Инфраструктура
Личное подсобное хозяйство. В хуторе 16 домов.

## Транспорт
Белый Ключ находится в 44,5 км от автодороги федерального значения М3 «Украина» (Москва — Калуга — Брянск — граница с Украиной), в 48,5 км от автодороги М2 «Крым» (Москва — Тула — Орёл — Курск — Белгород — граница с Украиной), в 19 км от автодороги А142 (Тросна — М-3 «Украина»), в 7,5 км от автодороги регионального значения 38К-038 (Фатеж — Дмитриев), в 17 км от автодороги 38К-005 (Конышёвка — Жигаево — 38К-038), в 7 км от автодороги 38К-003 (Дмитриев — Берёза — Меньшиково — Хомутовка), в 4,5 км от автодороги межмуниципального значения 38Н-146 (38Н-144 — Олешенка с подъездом к с. Наумовка), на автодороге 38Н-147 (38Н-146 — Старая Белица — Белый Ключ — Гринёвка), в 1 км от ближайшего ж/д остановочного пункта 536 км (линия Навля — Льгов I).
В 180 км от аэропорта имени В. Г. Шухова (недалеко от Белгорода).